# Kawasaki Versys 1000
La Kawasaki Versys 1000 è una motocicletta della casa motociclistica giapponese Kawasaki prodotta dal 2012. 
Questa moto, che è una via di mezzo tra una enduro e una turismo stradale di grossa cilindrata, è stata presentata alla stampa l'8 novembre 2011 alla fiera internazionale del motociclo EICMA di Milano, venendo poi prodotta in Giappone dal 2012.

## Descrizione e storia

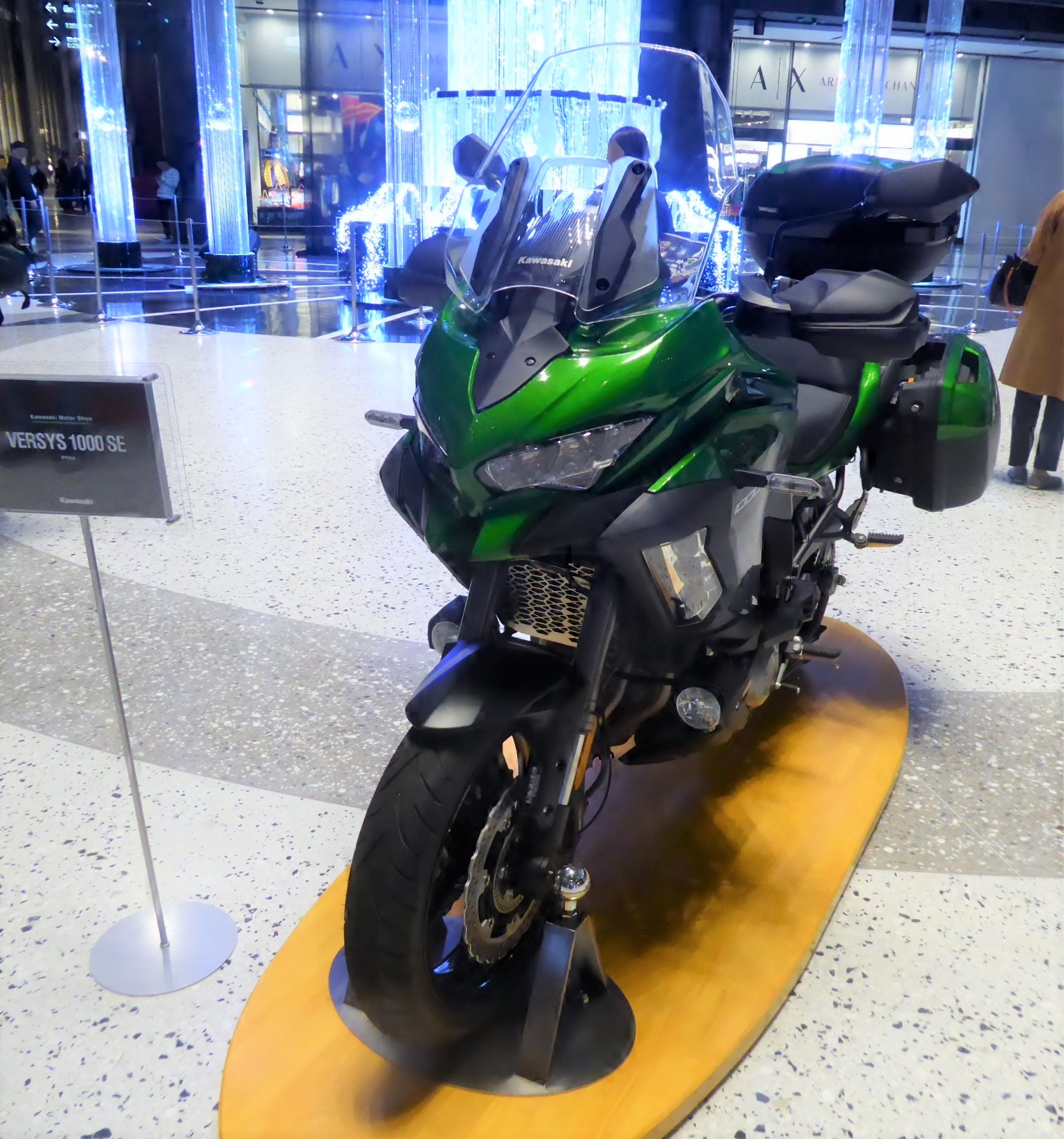
Versys 1000 SE restyling 2019

Basata sul progetto della Kawasaki Z 1000, ha un motore quattro cilindri parallelo a 4 tempi da 1043 cm³ raffreddata ad acqua che sviluppa una potenza di 88 Kw/120 CV a 9000 giri. Il motore però è più pesante di circa 1,34 kg a causa del volano bimassa più grande per migliorare erogazione ai bassi e ai medi regimi; inoltre presenta una nuova testata, collettori modificati e diversa fasatura delle valvole. Il motore genera una coppia massima di 102 Nm a un regime di 7500 giri/min. Le quattro valvole per cilindro sono azionate da due alberi a camme in testa mossi da catena tramite punterie "a tazza". Un contralbero di equilibratura riduce le vibrazioni. I quattro cilindri hanno un alesaggio di 77 mm, una corsa di 56 mm con un rapporto di compressione di 10,3:1.
La Versys 1000 ha una cilindrata totale di 1043 cm³, inferiore a quella delle concorrenti con circa 1200 cm³ ed è l'unica moto della sua categoria con motore a quattro cilindri in linea.
Il telaio è in alluminio. La ruota posteriore è ancorata ad un forcellone a due bracci con ammortizzatore, mentre la forcella anteriore è del tipo telescopica a steli rovesciati. La potenza viene gestita da un cambio a sei marce, coadiuvato da una frizione multidisco in bagno d'olio e trasmissione secondaria a una catena.
Il sistema di frenata si compone di due freni a disco flottanti con un diametro di 300 mm e pinze fisse a quattro pistoncini sulla ruota anteriore, mentre al posteriore c'è un freno a disco con un diametro di 250 mm e una pinza flottante a un singolo pistoncino. Il serbatoio del carburante ha un volume di 21 litri. Il silenziatore anteriore si trova sotto il motore. I quattro collettori di scarico confluiscono in un silenziatore posteriore in acciaio inossidabile posto sul lato destro della parte posteriore.
La Kawasaki ha apportato pesanti modifiche alla Versys 1000 nel 2015. Il cupolino è stato modificato con uno più largo aventi doppi fari affiancati, così come rinnovata è la strumentazione.
Nel 2018 subisce un altro aggiornamento.